# Švédská důchodová reforma

Poloha Švédska v Evropě (tmavě zelené)

Švédská důchodová reforma začala být připravována v roce 1995 a k jejímu plnému spuštění došlo v roce 2003. Švédsko přistoupilo na přípravu důchodové reformy kvůli zvyšujícímu se počtu starších osob a snižující se porodnosti, aby nedošlo k postupnému zadlužování budoucích generací. Současný starobní důchodový systém ve Švédsku se skládá ze dvou základní systémů, kterými je systém NDC (Notional Defined Contribution), který je součástí PAYG systému, a systém FDC (Funded Defined Contribution). Důchodová reforma ve Švédsku je jednou z nejradikálnějších reforem v OECD (Organizace pro hospodářskou spolupráci a rozvoj), která vedla k více pilířovému důchodovému systému.
NDC systém, na rozdíl od běžných důchodových systémů, které jsou financovány průběžně a dávky jsou definovány, spočívá v odvádění předem definovaných dávek na fiktivní účty, jedná se tedy o fiktivní investici. Průběžné financování zde funguje také, ale na rozdíl od ostatních systémů je tento systém plně zásluhový, neovlivňuje ho tedy demografický vývoj. PAYG (Pay-As-You-Go) systém, kterého je NDC systém součástí je specifický tím, že peníze, které vydělávají současní zaměstnanci, jsou vypláceny současným důchodcům.
FDC systém je, na rozdíl od NDC systému, fondově financován, odvedené investice jsou ukládány na kapitálových účtech, které již nejsou fiktivní. Můžeme se tedy u tohoto systému setkat s vlivy, které ho mohou v průběhu ekonomického vývoje ovlivňovat, protože se zde jedná o reálnou investici.

## Důvody důchodové reformy
Jedním z důvodů, proč Švédsko přistoupilo k důchodové reformě, bylo, aby důchodový systém byl zcela nezávislý na státním rozpočtu, což zjednodušeně znamenalo, že důchody jsou vypláceny na základě příjmů (co odvedu, dostanu jako důchod). Mimo tento se jednalo o 4 hlavní důvody, které sehrály hlavní roli v přípravě důchodové reformy. Tyto 4 důvody jsou:

### Spravedlnost
Spravedlnost důchodového systému znamená rovnocennost mezi lidmi, kteří odvedli stejné množství a zároveň pracovali stejně dlouho. Nemělo by tedy docházet k tomu, že lidé, kteří splňují stejné podmínky dostávají odlišný důchod. Dřívější systém, který byl ve Švédsku před reformou, spočíval ve vyplácení důchodů na základě 30 odpracovaných let a výpočtu důchodu z 15 let nejlepších příjmů. Vznikala tím pak propast mezi lidmi, kteří pracovali celý život s průměrnými platy bez výrazného zvýšení a lidmi, kteří si v části své kariéry polepšili a jejich plat byl výrazně zvýšen. Peníze, které odvedli lidé s průměrným příjmem, se tak přerozdělily k lidem, kterým byl výrazně zvýšen plat.

### Transparentní redistribuce
Důležitou otázkou ve věci důchodové reformy bylo i to, aby byly financovány nároky, které nejsou financovány přímo z příspěvků z příjmů, jinými dostupnými příjmy, například příjmy rozpočtu. Mezi tyto příspěvky můžeme zařadit jako základní minimální zaručenou dávku, která by měla zařídit ochranu pro obyvatele, kteří jsou celoživotně chudí. Mimo jiné sem patří například mateřská dovolená, služba v armádě, nezaměstnanost nebo také invalidita.

### Finanční stabilita
Finanční stabilita je ovlivňována neustálými změnami a vývojem mezi které patří rostoucí průměrný vývoj obyvatelstva, snižující se porodnost a úroveň růstu ekonomiky. Ve starém systému se počítalo s tím, že lidé budou platit poplatky nehledě na to, jak vysoké budou. Na druhou stranu nový NDC systém je založen na individuální anuitě zaměstnance, a proto je předpokládáno, že to, jak se zaměstnanec rozhodne ohledně individuální práce, určí v budoucnu výši jeho renty.

### Finanční úspory
Vzhledem k fungování systému PAYG dojde postupem času k vyčerpání rezerv současného důchodového systému na výplatu penzí lidem narozených v 40. letech 20. století. Z tohoto důvodu je třeba vytvořit úspory, které budou spravovat soukromé finanční instituce a budou z nich financovány penze mladších ročníků po vyčerpání rezerv současných.

## Důchodové pilíře
Příprava švédské důchodové reformy vytvořila 3 základní pilíře, které rozdělují druhy důchodů podle toho, kolik se odvádí a také, zda jsou odvody povinné, určeny na základě kolektivní smlouvy, nebo čistě dobrovolné.

### První pilíř
Základním pilířem důchodové reformy ve Švédsku je její první pilíř, který je státní, a tedy povinný. Švédský první pilíř se skládá ze 3 důchodů, kterými jsou příspěvky do NDC systému, nebo také jinak příjmová penze, příspěvky do prémiové penze a dále garantovaná penze. První pilíř je typický průběžným financováním na fiktivní účty, na kterých se zaznamenává výše odvedené částky a v době odchodu do důchodu je jedinci vyplacena anuitní částka, kterou získáme podělením částky, která je v době odchodu do důchodu na fiktivním účtu očekávaným počtem let dožití. Procentuální odvody do tohoto systému činí celkově 17,2 % z hrubých příjmů zaměstnance, kdy z tohoto procenta platí pouze 7 % zaměstnanec a zbytek za něho odvádí jeho zaměstnavatel. Mimo jiné pro osoby samostatně výdělečně činné je výše tohoto odvodu 10,2 %, což platí i pro osoby nezaměstnané, za které toto procento odvádí stát.
Druhou složkou prvního pilíře je takzvaný prémiový důchod. Odvody do této složky systému činní 2,5 % z příjmu zaměstnance a jsou, na rozdíl od systému NDC, odváděny na individuální investiční účty, které si každý zaměstnanec může libovolně zvolit. Odvody do tohoto důchodu nejsou vázány pouze na jeden investiční fond, a je proto možné v průběhu let tento investiční fond libovolně změnit. Fondy jako takové neznají konkrétně samotné individuální investory, jelikož příspěvky do těchto fondů jsou investovány prostřednictvím prémiové penzijní agentury, která má příspěvky na starost.
Poslední složkou prvního pilíře je garantovaný důchod, který je vyplácen občanům Švédska za předpokladu, že v zemi žili minimálně 40 let a buď nebyli z jakéhokoliv důvodu schopni kdekoliv pracovat, nebo jejich plat byl velmi nízký. Výplata tohoto důchodu není ani ovlivněna sociálními dávkami, nemůže se tedy stát, že nebude důchod člověku vyplacen z důvodu, že pobírá jistý druh dávek.

### Druhý pilíř
Druhým pilířem důchodového systému jsou zaměstnanecké penzijní pojištění, která jsou založena na fondovém financování. Zaměstnanecké penzijní pojištění není povinné, ale pokud se zaměstnavatel konkrétního zaměstnance účastní nějaké kolektivní smlouvy, které se na základě podmínek musí účastnit, je pak i účast zaměstnance na tomto pojištění povinná. Jedná se tedy o doplňkovou složku základního důchodového prvního pilíře. Tímto penzijním zaměstnaneckým pojištěním je ve Švédsku zabezpečeno 90 % obyvatelstva. Celkové odvody do tohoto systému se liší na základě schémat, kterých se zaměstnavatelé a zaměstnanci účastní. Zaměstnanecké penzijní pojištění můžeme rozdělit na 4 schémata, kterými jsou:

#### SAF-LO
Tento penzijní plán je jeden ze dvou penzijních plánů, které se týkají soukromého sektoru a spadají do něho tedy pracovníci, kteří se věnují manuální práci, jinak také zaměstnanci, kteří pracují ve švédské konfederaci odborových svazů. Věková hranice, které je nutno dosáhnout pro účast v tomto plánu je 21 let. Systém SAF-LO je příspěvkově definovaný, znamená to tedy, že se do tohoto systému odvádějí příspěvky, které činí v současnosti 4,5 %.

#### ITPK
Systém ITPK je definován pro zaměstnance soukromého sektoru služeb a byl v průběhu let reformován. Původně byl název tohoto systém ITP a byl založen na dávkově definovaných částkách. Po jeho reformě bylo k tomuto systému dodáno i příspěvkově definované schéma, které po poslední reformě zůstalo jako jediné v tomto systému, tudíž její dávkový systém byl eliminován a znamená to, že členové tohoto systému, kteří se narodili po roce 1978 se mohou účastnit pouze nového příspěvkového systému. Jedním ze základních rozdílů od původního systému je, že se mohou účastnit členové od 25 let věku, na rozdíl od původní 28 let. V souvislosti s povinnými odvody byla původní hranice 2 % posunuta na současných 4,5 %. Na rozdíl od předešlého systému SAF-LO má v tomto systému člen možnost vybrat si, kam bude investována polovina jeho odvodů. Původní předreformní systém neměl tuto možnost, a to, kam byly částky odváděny měl na starost nositel pojištění.

#### KAP-KL
Třetím schématem je schéma KAP-KL, které je určeno pro státní zaměstnance a má jak dávkově, tak i příspěvkově definovanou část. Členové tohoto schématu si mohou libovolně vybírat pojišťovny, do kterých budou své peníze investovat. U obou systémů je odlišná věková hranice, od které se mohu členové účastnit a které následně pokrývá. U dávkově definovaného systému to je věk 28 let a u příspěvkově definovaného systému to je hranice 21 let. Mimo věkovou hranice zde existuje ještě jedna bariéra v podobě minimálního odpracovaného období, tudíž se tohoto schématu mohou účastnit členové až po 3 měsících trvajícího zaměstnaneckého poměru.

#### PA-03
Posledním ze 4 schémat je schéma PA-03 určené též pro státní zaměstnance, kteří se narodili po roce 1942 a další instituce. Stejně jako u předešlého systému se zde nachází jak dávkově, tak příspěvkově definovaná část, která je omezena věkem člena. U dávkově definované části to je věková hranice 28 let, stejně jako u předešlého a u příspěvkově definované části je věkové hranice 23 let, která je o dva roky vyšší než u předešlého schématu. Výše odvodů, které se investují závisí na několika aspektech, jako jsou například platová třída nebo věk. I u tohoto systému je zde možnost volby, do které pojišťovny bude člen investovat.

### Třetí pilíř
Třetím pilířem důchodové reformy je příspěvkově a plně fondově financován a je čistě dobrovolný, závisí tedy na každém, zda se bude tohoto pilíře účastnit. Specifika tohoto pilíře je daňové zvýhodnění v penzijním spoření, které může být vedeno dvěma způsoby, a to penzijním pojištěním, nebo osobním penzijním spořením. Každý člen si vybírá sám, s jakou soukromou společností uzavře smlouvu a dohodne se i tedy na výši pravidelných plateb, které bude do tohoto fondu odvádět, v předem domluvených intervalech, které mohou být měsíční, čtvrtletní, nebo roční. Mezi nejpoužívanější produkty, které členové používají můžeme zařadit penzijní pojištění, kapitálové životní pojištění, nebo akcie, investiční fondy, dluhopisy a jiné cenné papíry.

#### Penzijní pojištění
V penzijním pojištění má člověk možnost odečíst si celou částku, kterou do tohoto systému odvedl z daní až do výše 1/2 PBA (Price base amount). Jak dlouho bude částka vyplácena, si účastník určuje sám, musí to ale být nejméně v délce 5 let a může o ní zažádat nejdříve ve věku 55 let.
1. Tradiční pojištění – u tohoto pojištění dochází k odvádění pravidelných částek v měsíčních, nebo jednorázových intervalech, které lze dále libovolně kombinovat a poté je zvolenou pojišťovnou garantován procentuální nárůst těchto investic, které se pak můžou vybrat.
2. Fond pojištění – na rozdíl od tradičního pojištění se u fondu neinvestuje do pojišťoven, ale investuje se do investičních fondů, kterých se na trhu objevuje velké množství a účastník si může v průběhu let jednotlivé investiční fondy libovolně měnit. Problémem u fondu je to, že není garantováno, že se ten konkrétní fond zhodnotí, a proto není ani jistá výše následné výplaty.
3. Individuální penzijní spoření – v tomto případě se může spořit na různých fondech nebo spořících účtech, na kterých si může účastník vybrat dobu trvání a zároveň výši individuálních odvodů. Za tyto spoření si investiční fondy účtují poplatek za správu konkrétního účtu

#### Kapitálové životní pojištění
U tohoto druhu pojištění již není možnost odečítat si částky z daní, ale je tu jistá úleva v podobě osvobození od daní z příjmů. Je zde předem stanovena doba ukládání a výše platby s konkrétní pojišťovnou, kterou si účastník vybere.

#### Akcie, investiční fondy, dluhopisy a jiné cenné papíry
Jednou z dalších možností je investovat peníze do konkrétních produktů, jako jsou například cenné papíry.

## Věková hranice pro odchod do důchodu
Současná hranice odchodu do důchodu je ve Švédsku stanovena mezi 65 a 67 rokem. Je zde ale i možnost předčasného odchodu do důchodu, který je stanoven již na hranici 61 let. Při dřívějším odchodu do důchodu se ale výše vyplácené penze výrazně snižuje v závislosti na konkrétním věku odchodu do důchodu. Tento efekt je ale možný použít i opačně v případě, že se rozhodnou odejít do důchodu po věku 65 let, kdy se jim výše vyplaceného penze po odchodu do důchodu v 67 letech oproti běžné penzi zvýší.

## Výše důchodu
Mezi roky 2022 a 2023 došlo ve Švédsku k růstu průměrného důchodu, který v předešlém roce činil 32 270 Kč a po jeho navýšení v roce 2023 činil již 35 390 Kč. V procesu navyšování důchodů došlo k navýšení všech složek sledovaných v oblasti vyplácení důchodů. Mezi sledované ukazatele patří starobní důchod, invalidní důchod, důchod za ztrátu živitele a sociální důchod, kdy právě důchod, který je vyplácen za ztrátu živitele, je z těchto nejnižší a v roce 2023 činil 23 010 Kč. Na opak nejvyšším důchodem ze sledovaných ukazatelů je důchod starobní, který v roce 2023 činil 42 470 Kč. Ve světovém žebříčku je s touto výší důchodu Švédsko na 9. místě. Porovnatelný důchod bychom našli u Lucemburska, které je na 10. místě a má průměrnou výši důchodu pouze o 10 Kč nižší, než samotné Švédsko.

## Porovnání s ČR
Důchodový systém ČR spočívá v povinném základním důchodovém pojištění, které je doplněno doplňkovým penzijním spořením, které je provozováno v rámci penzijního připojištění, které má státní příspěvek. Výše odvodů do tohoto systému činí pro zaměstnance 6,5 % a pro zaměstnavatele 21,5 % z hrubé mzdy. Osoby samostatně výdělečně činné odvádějí celou částku samostatně. Na rozdíl od Švédska a členských států Evropy, kde jsou vysoce rozšířené zaměstnanecké penzijní systémy, tento systém v ČR nemá zastoupení. Místo tohoto produktu si mohou zaměstnanci sjednat případné doplňkové pojištění, čímž může být například životní pojištění. Důchodový systém v ČR je založen na principu průběžného financování a je dávkově definovaný. Důležitým faktorem v důchodovém pojištění ČR je doba účasti na pojištění, protože délka účasti mimo to, že je jednou z podmínek nároku na důchod taktéž určuje výši následujícího vypláceného důchodu. Účast na důchodovém pojištění ČR je povinná a musí se ho účastnit jak zaměstnanci, tak i osoby samostatně výdělečně činné a osoby s náhradní dobou pojištění. Náhradní doba pojištění je doba, kdy se osoba účastní důchodového systému, aniž by odváděla případné příspěvky, ať je to z důvodu toho, že nevydělává, nebo se ocitla v tíživé situaci. Do této kategorie spadají osoby vedené v evidenci uchazečů o zaměstnání, osoby pečující o děti ve věku do 4 let, osoby pečující o osobu, která je závislá na pomoci jiné fyzické osoby, nebo osoby pobírající invalidní důchod pro invaliditu třetího stupně. Jednou z podmínek pro zařazení do této skupiny je, že osoba odváděla běžné příspěvky do systému minimálně jeden rok. Existuje i možnost dobrovolné účasti na pojištění, která spočívá v přihlášení se k placení příspěvku do důchodového systému, a může tak být učiněno například za dobu evidované nezaměstnanosti, nebo za dobu vykonávaného studia.
Mezi druhy důchodů, které mohou být vypláceny z důchodového systému, jsou starobní důchody, invalidní důchody, vdovský a vdovecký důchod a sirotčí důchod. Výměra důchodu se skládá ze dvou základních složek, kterými jsou procentuální výměra a dále základní výměra, která není závislá na délce pojištění a výši vydělaných peněz. Není podmínkou pro výplatu důchodu, že osoba musí mít české občanství, či trvalý pobyt na území České republiky, postačí pouze fakt, že se podílel nebo v současnosti podílí na českém důchodovém systému a splnění dále předepsaných podmínek, jako je například povinný rozsah účasti na důchodovém systému.